# Cobubatha paidica
Cobubatha paidica är en fjärilsart som beskrevs av Dyar 1914. Cobubatha paidica ingår i släktet Cobubatha och familjen nattflyn. Inga underarter finns listade i Catalogue of Life.